# Ivica Jaraković
Ivica Jaraković, né le 11 juin 1978 à Užice, à l'époque en Yougoslavie et aujourd'hui en Serbie, est un footballeur serbe, qui évoluait comme milieu offensif ou comme attaquant. À l'exception d'une saison en Regionalliga Nord, le troisième niveau du football allemand, il passe l'entièreté de sa carrière professionnelle en Belgique. Sans contrat en juin 2010, il décide alors de mettre un terme à sa carrière.

## Carrière
Ivica Jaraković est formé au FK Sloboda Užice, le club de sa ville natale. Il est intégré à l'équipe première en 1997. Un an plus tard, le jeune attaquant part pour l'étranger et rejoint le Sporting Anderlecht, un des grands clubs du championnat belge. Il signe un contrat de cinq ans auprès du club bruxellois et il est versé dans l'équipe réserve. Après trois saisons dans le noyau B, il est prêté au RWD Molenbeek pour la saison Championnat de Belgique de football 2001-2002. Il y trouve une place de titulaire en milieu de terrain et dispute 23 matches en championnat, inscrivant six buts. Le club se sauve sportivement mais, au bord de la faillite, il ne peut prolonger le prêt du joueur. De retour à Anderlecht, il est de nouveau prêté, cette fois au KV Courtrai, en Division 3. Face à une opposition moins relevée, il est replacé comme avant-centre et trouve le chemin des filets à 21 reprises en 27 rencontres de championnat.
Arrivé en fin de contrat, Ivica Jaraković part gratuitement en mai 2003 pour La Gantoise, où il signe un contrat portant sur deux saisons. Cantonné au banc durant la première partie de la saison, il obtient plus de temps de jeu à partir du mois de janvier 2004, sans devenir toutefois un titulaire indiscutable. Il commence la saison suivante à Gand dans la peau d'un « joker », il décide de quitter le club durant le mercato hivernal pour rejoindre le SV Zulte Waregem, un club de Division 2 qui ambitionne de monter parmi l'élite. Il remporte le titre mais sans être parvenu à obtenir une place dans le onze de base de l'équipe. Il n'accompagne pas ses équipiers en première division et se voit prêté une nouvelle fois à Courtrai, revenu en deuxième division. 
Dans son nouveau club, Ivica Jaraković retrouve une place de titulaire, ne ratant qu'un seul match de la saison et inscrivant quatorze buts, un total qui en fait le meilleur buteur du club cette saison. Arrivé en fin de contrat à Zulte-Waregem, il n'est pas prolongé et peut s'engager gratuitement à Courtrai. La saison suivante, il conserve sa place dans l'équipe-type et inscrit à nouveau quatorze buts. Il est un des artisans de la qualification du club pour le tour final mais il subit six défaites en autant de matches, ratant ainsi la montée en Division 1. Il commence le championnat 2007-2008 avec Courtrai mais après deux matches de Coupe de Belgique et une victoire en championnat, il quitte le club le 30 août 2007 pour rejoindre les Allemands du 1. FC Magdebourg, en Regionalliga Nord, l'équivalent de la troisième division, où il signe un contrat de trois ans.
Jaraković ne passe qu'un an dans le championnat allemand. Rarement titulaire, il revient en Belgique en juin 2008. Il acheté par l'Oud-Heverlee Louvain, un autre club de deuxième division qui ambitionne une montée parmi l'élite à court terme. Il signe un contrat portant sur les deux prochaines saisons. Au début de la saison 2008-2009, il recule en milieu de terrain et fait partie de la charnière centrale de l'équipe. Malheureusement, les résultats sont loin des ambitions affichées et l'entraîneur Marc Wuyts est démis de ses fonctions et remplacé par Jean-Pierre Vande Velde. En fin de saison, ce dernier indique qu'il ne compte plus sur Ivica Jaraković et qu'il peut se trouver un nouveau club. Il commence néanmoins la saison suivante avec Louvain mais doit se contenter d'un rôle de réserviste. En janvier 2010, il est prêté jusqu'au terme de la saison au KV Woluwe-Zaventem, en Division 3. Il inscrit treize buts en autant de rencontres mais malgré cela, son contrat à OHL n'est pas prolongé. Sans club, il décide alors de mettre un terme à sa carrière.

## Palmarès
- 1 fois champion de Belgique de Division 2 en 2005 avec le SV Zulte Waregem.

## Statistiques
| Saison                | Club                  | Championnat            | Championnat | Championnat | Coupe(s) nationale(s) | Coupe(s) nationale(s) | Total | Total |
| Saison                | Club                  | Division               | M.          | B.          | M.                    | B.                    | M.    | B.    |
| 1997-1998             | FK Sloboda Užice      | Prva liga              | -           | -           | -                     | -                     | 0     | 0     |
| 1998-1999             | RSC Anderlecht        | Jupiler League         | 0           | 0           | 0                     | 0                     | 0     | 0     |
| 1999-2000             | RSC Anderlecht        | Jupiler League         | 0           | 0           | 0                     | 0                     | 0     | 0     |
| 2000-2001             | RSC Anderlecht        | Jupiler League         | 0           | 0           | 0                     | 0                     | 0     | 0     |
| 2001-2002             | RWD Molenbeek         | Jupiler League         | 23          | 6           | 0                     | 0                     | 23    | 6     |
| 2002-2003             | KV Courtrai           | Division 3             | 27          | 21          | 0                     | 0                     | 27    | 21    |
| 2003-2004             | KAA La Gantoise       | Jupiler League         | 14          | 5           | 0                     | 0                     | 14    | 5     |
| 2004-2005             | KAA La Gantoise       | Jupiler League         | 13          | 2           | 1                     | 0                     | 14    | 2     |
| 2004-2005             | SV Zulte Waregem      | Division 2             | 12          | 2           | 0                     | 0                     | 12    | 2     |
| 2005-2006             | KV Courtrai           | Division 2             | 33          | 14          | 1                     | 0                     | 34    | 14    |
| 2006-2007             | KV Courtrai           | Division 2             | 37          | 15          | 4                     | 0                     | 41    | 15    |
| 2007-2008             | KV Courtrai           | Division 2             | 1           | 0           | 2                     | 2                     | 3     | 2     |
| 2007-2008             | 1. FC Magdebourg      | Regionalliga Nord (D3) | 19          | 4           | -                     | -                     | 19    | 4     |
| 2008-2009             | Oud-Heverlee Louvain  | Division 2             | 34          | 8           | 3                     | 0                     | 37    | 8     |
| 2009-2010             | Oud-Heverlee Louvain  | Division 2             | 10          | 1           | 2                     | 3                     | 12    | 4     |
| 2009-2010             | KV Woluwe-Zaventem    | Division 3             | 13          | 13          | 0                     | 0                     | 13    | 13    |
| Total sur la carrière | Total sur la carrière | Total sur la carrière  | 236         | 91          | 13                    | 5                     | 249   | 96    |